# Rosa María Hernández
Rosa María Hernández Cedeño (Los Santos, Panamá, 29 de julio de 1983) es una modelo panameña y ganadora de un concurso de belleza.

## Biografía
Hernández, compitió en el certamen nacional de belleza Señorita Panamá 2004, el 11 de septiembre de 2004, y obtuvo el título de Señorita Panamá Universo. Representó a la provincia de Los Santos.fue la representante oficial de Panamá en el certamen número 54 de Miss Universo 2005, celebrado en el Impact Arena, Bangkok, Tailandia, el 31 de mayo de 2005.